# Intoxication professionnelle au mercure
Pour les articles homonymes, voir Mercure.
Cet article décrit les critères administratifs pour qu'une intoxication au mercure soit reconnue comme maladie professionnelle en France. Pour la description clinique de la maladie se reporter à l'article suivant :

## Législation enFrance

### Régime général
| Fiche Maladie Professionnelle | Fiche Maladie Professionnelle | Fiche Maladie Professionnelle |
| Ce tableau définit les critères à prendre en compte pour qu'une intoxication au mercure (ou hydrargisme) soit prise en charge au titre de la maladie professionnelle | Ce tableau définit les critères à prendre en compte pour qu'une intoxication au mercure (ou hydrargisme) soit prise en charge au titre de la maladie professionnelle | Ce tableau définit les critères à prendre en compte pour qu'une intoxication au mercure (ou hydrargisme) soit prise en charge au titre de la maladie professionnelle |
| Régime général. Date de création : 27 octobre 1919 | Régime général. Date de création : 27 octobre 1919 | Régime général. Date de création : 27 octobre 1919 |
| Tableau No 2 RG | Tableau No 2 RG | Tableau No 2 RG |
| Maladies Professionnelles causées par le mercure et ses composés | Maladies Professionnelles causées par le mercure et ses composés | Maladies Professionnelles causées par le mercure et ses composés |
| --- | --- | --- |
| Désignation des maladies | Délai de prise en charge | Liste indicative des principaux travaux susceptibles de provoquer ces maladies |
| Encéphalopathie aiguë | 10 jours | Extraction, traitement, préparation, emploi, manipulation du mercure, de ses amalgames, de ses combinaisons et de tout produit en renfermant, notamment : - Distillation du mercure et récupération du mercure par distillation de résidus industriels ; - Fabrication et réparation de thermomètres, baromètres, manomètres, pompes ou trompes à mercure. Emploi du mercure et de ses composés dans la construction électrique, notamment : - Emploi des pompes ou trompes à mercure dans la fabrication des lampes à incandescence, lampes radio-phoniques, ampoules radiographiques ; - Fabrication et réparation de redresseurs de courant ou de lampes à vapeur de mercure ; - Emploi du mercure comme conducteur dans l’appareillage électrique ; - Préparation du zinc amalgamé pour les piles électriques; - Fabrication et réparation d'accumulateurs électriques au mercure. Emploi du mercure et de ses composés dans l'industrie chimique, notamment : - Emploi du mercure ou de ses composés comme agents catalytiques ; - Électrolyse avec cathode de mercure au chlorure de sodium ou autres sels. Fabrication des composés du mercure. Préparation, conditionnement et application de spécialités pharmaceutiques ou phyto-pharmaceutiques contenant du mercure ou des composés du mercure. Travail des peaux au moyen de sels de mercure, notamment : - Secrétage des peaux par le nitrate acide de mercure, feutrage des poils secrétés, naturalisation d'animaux au moyen de sels de mercure. Dorure, argenture, étamage, bronzage, damasquinage à l'aide de mercure ou de sels de mercure. Fabrication et emploi d'amorces au fulminate de mercure. Autres applications et traitements par le mercure et ses sels. |
| Tremblement intentionnel | 1 an | Extraction, traitement, préparation, emploi, manipulation du mercure, de ses amalgames, de ses combinaisons et de tout produit en renfermant, notamment : - Distillation du mercure et récupération du mercure par distillation de résidus industriels ; - Fabrication et réparation de thermomètres, baromètres, manomètres, pompes ou trompes à mercure. Emploi du mercure et de ses composés dans la construction électrique, notamment : - Emploi des pompes ou trompes à mercure dans la fabrication des lampes à incandescence, lampes radio-phoniques, ampoules radiographiques ; - Fabrication et réparation de redresseurs de courant ou de lampes à vapeur de mercure ; - Emploi du mercure comme conducteur dans l’appareillage électrique ; - Préparation du zinc amalgamé pour les piles électriques; - Fabrication et réparation d'accumulateurs électriques au mercure. Emploi du mercure et de ses composés dans l'industrie chimique, notamment : - Emploi du mercure ou de ses composés comme agents catalytiques ; - Électrolyse avec cathode de mercure au chlorure de sodium ou autres sels. Fabrication des composés du mercure. Préparation, conditionnement et application de spécialités pharmaceutiques ou phyto-pharmaceutiques contenant du mercure ou des composés du mercure. Travail des peaux au moyen de sels de mercure, notamment : - Secrétage des peaux par le nitrate acide de mercure, feutrage des poils secrétés, naturalisation d'animaux au moyen de sels de mercure. Dorure, argenture, étamage, bronzage, damasquinage à l'aide de mercure ou de sels de mercure. Fabrication et emploi d'amorces au fulminate de mercure. Autres applications et traitements par le mercure et ses sels. |
| Ataxie cérébelleuse | 1 an | Extraction, traitement, préparation, emploi, manipulation du mercure, de ses amalgames, de ses combinaisons et de tout produit en renfermant, notamment : - Distillation du mercure et récupération du mercure par distillation de résidus industriels ; - Fabrication et réparation de thermomètres, baromètres, manomètres, pompes ou trompes à mercure. Emploi du mercure et de ses composés dans la construction électrique, notamment : - Emploi des pompes ou trompes à mercure dans la fabrication des lampes à incandescence, lampes radio-phoniques, ampoules radiographiques ; - Fabrication et réparation de redresseurs de courant ou de lampes à vapeur de mercure ; - Emploi du mercure comme conducteur dans l’appareillage électrique ; - Préparation du zinc amalgamé pour les piles électriques; - Fabrication et réparation d'accumulateurs électriques au mercure. Emploi du mercure et de ses composés dans l'industrie chimique, notamment : - Emploi du mercure ou de ses composés comme agents catalytiques ; - Électrolyse avec cathode de mercure au chlorure de sodium ou autres sels. Fabrication des composés du mercure. Préparation, conditionnement et application de spécialités pharmaceutiques ou phyto-pharmaceutiques contenant du mercure ou des composés du mercure. Travail des peaux au moyen de sels de mercure, notamment : - Secrétage des peaux par le nitrate acide de mercure, feutrage des poils secrétés, naturalisation d'animaux au moyen de sels de mercure. Dorure, argenture, étamage, bronzage, damasquinage à l'aide de mercure ou de sels de mercure. Fabrication et emploi d'amorces au fulminate de mercure. Autres applications et traitements par le mercure et ses sels. |
| Stomatite | 30 jours | Extraction, traitement, préparation, emploi, manipulation du mercure, de ses amalgames, de ses combinaisons et de tout produit en renfermant, notamment : - Distillation du mercure et récupération du mercure par distillation de résidus industriels ; - Fabrication et réparation de thermomètres, baromètres, manomètres, pompes ou trompes à mercure. Emploi du mercure et de ses composés dans la construction électrique, notamment : - Emploi des pompes ou trompes à mercure dans la fabrication des lampes à incandescence, lampes radio-phoniques, ampoules radiographiques ; - Fabrication et réparation de redresseurs de courant ou de lampes à vapeur de mercure ; - Emploi du mercure comme conducteur dans l’appareillage électrique ; - Préparation du zinc amalgamé pour les piles électriques; - Fabrication et réparation d'accumulateurs électriques au mercure. Emploi du mercure et de ses composés dans l'industrie chimique, notamment : - Emploi du mercure ou de ses composés comme agents catalytiques ; - Électrolyse avec cathode de mercure au chlorure de sodium ou autres sels. Fabrication des composés du mercure. Préparation, conditionnement et application de spécialités pharmaceutiques ou phyto-pharmaceutiques contenant du mercure ou des composés du mercure. Travail des peaux au moyen de sels de mercure, notamment : - Secrétage des peaux par le nitrate acide de mercure, feutrage des poils secrétés, naturalisation d'animaux au moyen de sels de mercure. Dorure, argenture, étamage, bronzage, damasquinage à l'aide de mercure ou de sels de mercure. Fabrication et emploi d'amorces au fulminate de mercure. Autres applications et traitements par le mercure et ses sels. |
| Coliques et diarrhées | 15 jours | Extraction, traitement, préparation, emploi, manipulation du mercure, de ses amalgames, de ses combinaisons et de tout produit en renfermant, notamment : - Distillation du mercure et récupération du mercure par distillation de résidus industriels ; - Fabrication et réparation de thermomètres, baromètres, manomètres, pompes ou trompes à mercure. Emploi du mercure et de ses composés dans la construction électrique, notamment : - Emploi des pompes ou trompes à mercure dans la fabrication des lampes à incandescence, lampes radio-phoniques, ampoules radiographiques ; - Fabrication et réparation de redresseurs de courant ou de lampes à vapeur de mercure ; - Emploi du mercure comme conducteur dans l’appareillage électrique ; - Préparation du zinc amalgamé pour les piles électriques; - Fabrication et réparation d'accumulateurs électriques au mercure. Emploi du mercure et de ses composés dans l'industrie chimique, notamment : - Emploi du mercure ou de ses composés comme agents catalytiques ; - Électrolyse avec cathode de mercure au chlorure de sodium ou autres sels. Fabrication des composés du mercure. Préparation, conditionnement et application de spécialités pharmaceutiques ou phyto-pharmaceutiques contenant du mercure ou des composés du mercure. Travail des peaux au moyen de sels de mercure, notamment : - Secrétage des peaux par le nitrate acide de mercure, feutrage des poils secrétés, naturalisation d'animaux au moyen de sels de mercure. Dorure, argenture, étamage, bronzage, damasquinage à l'aide de mercure ou de sels de mercure. Fabrication et emploi d'amorces au fulminate de mercure. Autres applications et traitements par le mercure et ses sels. |
| Néphrite azotémique | 1 an | Extraction, traitement, préparation, emploi, manipulation du mercure, de ses amalgames, de ses combinaisons et de tout produit en renfermant, notamment : - Distillation du mercure et récupération du mercure par distillation de résidus industriels ; - Fabrication et réparation de thermomètres, baromètres, manomètres, pompes ou trompes à mercure. Emploi du mercure et de ses composés dans la construction électrique, notamment : - Emploi des pompes ou trompes à mercure dans la fabrication des lampes à incandescence, lampes radio-phoniques, ampoules radiographiques ; - Fabrication et réparation de redresseurs de courant ou de lampes à vapeur de mercure ; - Emploi du mercure comme conducteur dans l’appareillage électrique ; - Préparation du zinc amalgamé pour les piles électriques; - Fabrication et réparation d'accumulateurs électriques au mercure. Emploi du mercure et de ses composés dans l'industrie chimique, notamment : - Emploi du mercure ou de ses composés comme agents catalytiques ; - Électrolyse avec cathode de mercure au chlorure de sodium ou autres sels. Fabrication des composés du mercure. Préparation, conditionnement et application de spécialités pharmaceutiques ou phyto-pharmaceutiques contenant du mercure ou des composés du mercure. Travail des peaux au moyen de sels de mercure, notamment : - Secrétage des peaux par le nitrate acide de mercure, feutrage des poils secrétés, naturalisation d'animaux au moyen de sels de mercure. Dorure, argenture, étamage, bronzage, damasquinage à l'aide de mercure ou de sels de mercure. Fabrication et emploi d'amorces au fulminate de mercure. Autres applications et traitements par le mercure et ses sels. |
| Lésions eczématiformes récidivant en cas de nouvelle exposition au risque ou confirmées par un test épicutané.                                                       | 15 jours | Extraction, traitement, préparation, emploi, manipulation du mercure, de ses amalgames, de ses combinaisons et de tout produit en renfermant, notamment : - Distillation du mercure et récupération du mercure par distillation de résidus industriels ; - Fabrication et réparation de thermomètres, baromètres, manomètres, pompes ou trompes à mercure. Emploi du mercure et de ses composés dans la construction électrique, notamment : - Emploi des pompes ou trompes à mercure dans la fabrication des lampes à incandescence, lampes radio-phoniques, ampoules radiographiques ; - Fabrication et réparation de redresseurs de courant ou de lampes à vapeur de mercure ; - Emploi du mercure comme conducteur dans l’appareillage électrique ; - Préparation du zinc amalgamé pour les piles électriques; - Fabrication et réparation d'accumulateurs électriques au mercure. Emploi du mercure et de ses composés dans l'industrie chimique, notamment : - Emploi du mercure ou de ses composés comme agents catalytiques ; - Électrolyse avec cathode de mercure au chlorure de sodium ou autres sels. Fabrication des composés du mercure. Préparation, conditionnement et application de spécialités pharmaceutiques ou phyto-pharmaceutiques contenant du mercure ou des composés du mercure. Travail des peaux au moyen de sels de mercure, notamment : - Secrétage des peaux par le nitrate acide de mercure, feutrage des poils secrétés, naturalisation d'animaux au moyen de sels de mercure. Dorure, argenture, étamage, bronzage, damasquinage à l'aide de mercure ou de sels de mercure. Fabrication et emploi d'amorces au fulminate de mercure. Autres applications et traitements par le mercure et ses sels. |
| Date de mise à jour : 11 février 2003 | | |

### Régime agricole
| Fiche Maladie Professionnelle | Fiche Maladie Professionnelle | Fiche Maladie Professionnelle |
| Ce tableau définit les critères à prendre en compte pour qu'une intoxication au mercure soit prise en charge au titre de la maladie professionnelle | Ce tableau définit les critères à prendre en compte pour qu'une intoxication au mercure soit prise en charge au titre de la maladie professionnelle | Ce tableau définit les critères à prendre en compte pour qu'une intoxication au mercure soit prise en charge au titre de la maladie professionnelle |
| Régime Agricole. Date de création : 17 juin 1966 | Régime Agricole. Date de création : 17 juin 1966 | Régime Agricole. Date de création : 17 juin 1966 |
| Tableau No 12 RA | Tableau No 12 RA | Tableau No 12 RA |
| Maladies Professionnelles causées par le mercure et ses composés                                                                                    | Maladies Professionnelles causées par le mercure et ses composés                                                                                    | Maladies Professionnelles causées par le mercure et ses composés |
| --- | --- | --- |
| Désignation des Maladies | Délai de prise en charge | Liste indicative des principaux travaux susceptibles de provoquer ces maladies |
| Encéphalopathie aiguë | 10 jours | Emploi et manipulation du mercure, de ses amalgames, de ses combinaisons et de tout produit en renfermant, notamment au cours de travaux de : - traitement, conservation et utilisation de semences ; - traitement de peaux et travaux comportant la manipulation de poils d'animaux ou de produits traités. |
| Tremblement intentionnel | 1 an | Emploi et manipulation du mercure, de ses amalgames, de ses combinaisons et de tout produit en renfermant, notamment au cours de travaux de : - traitement, conservation et utilisation de semences ; - traitement de peaux et travaux comportant la manipulation de poils d'animaux ou de produits traités. |
| Ataxie cérébelleuse | 1 an | Emploi et manipulation du mercure, de ses amalgames, de ses combinaisons et de tout produit en renfermant, notamment au cours de travaux de : - traitement, conservation et utilisation de semences ; - traitement de peaux et travaux comportant la manipulation de poils d'animaux ou de produits traités. |
| Stomatite | 30 jours | Emploi et manipulation du mercure, de ses amalgames, de ses combinaisons et de tout produit en renfermant, notamment au cours de travaux de : - traitement, conservation et utilisation de semences ; - traitement de peaux et travaux comportant la manipulation de poils d'animaux ou de produits traités. |
| Coliques et diarrhées | 15 jours | Emploi et manipulation du mercure, de ses amalgames, de ses combinaisons et de tout produit en renfermant, notamment au cours de travaux de : - traitement, conservation et utilisation de semences ; - traitement de peaux et travaux comportant la manipulation de poils d'animaux ou de produits traités. |
| Néphrite azotémique | 1 an | Emploi et manipulation du mercure, de ses amalgames, de ses combinaisons et de tout produit en renfermant, notamment au cours de travaux de : - traitement, conservation et utilisation de semences ; - traitement de peaux et travaux comportant la manipulation de poils d'animaux ou de produits traités. |
| Lésions eczématiformes (cf. tableau 44). | Cf. tableau 44 | Emploi et manipulation du mercure, de ses amalgames, de ses combinaisons et de tout produit en renfermant, notamment au cours de travaux de : - traitement, conservation et utilisation de semences ; - traitement de peaux et travaux comportant la manipulation de poils d'animaux ou de produits traités. |
| Date de mise à jour : 15 janvier 1985 | | |

### Données professionnelles
On a utilisé des solutions de nitrate de mercure pour préserver et traiter les peaux en vue de la fabrication de chapeaux. Il a même été dit que cela a inspiré Lewis Carroll pour le personnage du chapelier fou dans Alice au pays des merveilles. 
Le procédé visait à fabriquer le feutre. On commençait par faire adhérer les poils avec une solution de nitrate acide de mercure. Jadis le produit était tenu secret d'où le nom de sécrétage donné à la méthode.
On a également utilisé le mercure pour la fabrication de thermomètres et tensiomètres, aujourd'hui abandonnée à cause des risques de pollution. 
Le zinc amalgamé est également utilisé pour la fabrication des piles au mercure.
Le fulminate de mercure sert également à confectionner les amorces pour les armes à feu. Des cas d'intoxication ont été signalés chez les tenanciers de stand de tir forains.
Les composés organomercuriels sont utilisés comme fongicides. La présence d'un radical organique est responsable d'une symptômatologie particulière où domine l'encéphalopathie comme dans le cas de la maladie de Minamata au Japon.On a également observé des cas d'intoxication à la suite de consommation, par erreur, de semences traitées par des fongicides.

### Données médicales

#### Intoxication aiguë
Exceptionnelle en pathologie professionnelle (en cas d'incendie ou de rupture de récipients) elle est responsable d'une insuffisance rénale aiguë[réf. souhaitée].
- Incendie d'Idria (Italie) en 1803 : 900 personnes intoxiquées[réf. souhaitée].
- Accident à bord du navire Triumph en 1810 : ce navire transportait des vessies de mercure. Leur ouverture accidentelle et les vapeurs de mercure consécutives causèrent la mort de 3 personnes. 200 autres tombèrent malades[réf. souhaitée].
- Mort en juin 1997 d'un professeur de chimie Karen Wetterhahn[réf. souhaitée].

#### Intoxication chronique
Elle est responsable de troubles neurologiques dont un tremblement intentionnel, le classique tremblement mercuriel, est le signe majeur, ainsi que d'une atteinte digestive, la stomatite mercurielle, avec une inflammation des gencives, des troubles de la salivation et une chute des dents. Ce phénomène était observé chez les patients traités par le mercure, à l'époque où ce produit était utilisé comme remède à la syphilis[réf. souhaitée].

#### Taux moyens en 2010
Au Canada ;  Des doses mesurables de mercure sont détectées chez 88 % des Canadiens âgés de 6 à 79 ans. Les taux sanguins de mercure étaient de 0,69 µg/L, et plus basses en moyenne chez les enfants et les adolescents de 6 à 19 ans et que chez les adultes et personnes âgées.

### Prévention
En France, les maladies liées au mercure ont été parmi les premières reconnues comme maladies professionnelles dès 1919.
L'OMS fixe la dose hebdomadaire maximale de mercure à 5 µg par kg de poids corporel. 

Il convient en milieu industriel de ne pas dépasser une concentration de 0,05 mg/m3 de mercure. Attention cependant, la limite est abaissée à 0,01 mg/m3 pour les formes organiques du mercure. En milieu professionnel l'intoxication se fait essentiellement par inhalation, exceptionnellement par passage transcutané.
On ne doit pas dépasser une concentration de 0,3 µg/m3 pendant 24 heures consécutives pour l'air ambiant. Cette valeur limite impose de surveiller attentivement les rejets atmosphériques industriels.

### Sources spécifiques
- (fr) Publications du Centre de Toxicologie du Québec
- (fr) « Mercure fabrication enseignes lumineuses (Fiche INRS) »(Archive.org • Wikiwix • Archive.is • Google • Que faire ?)
- (fr) « Exposition professionnelle des assistantes dentaires Documents pour le médecin du travail [[Institut national de recherche et de sécurité|INRS]] »(Archive.org • Wikiwix • Archive.is • Google • Que faire ?)

### Sources générales
- (fr) Tableaux du régime Général sur le site de l’AIMT
- (fr) Guide des maladies professionnelles de l’INRS (tableaux et commentaires)